# Ninh Phong
Ninh Phong là một phường thuộc thành phố Hoa Lư, tỉnh Ninh Bình, Việt Nam.

## Địa lý
Phường Ninh Phong nằm ở trung tâm thành phố Hoa Lư, có vị trí địa lý:
- Phía đông giáp phường Ninh Sơn
- Phía nam giáp xã Ninh An và xã Ninh Hải
- Phía tây giáp xã Ninh Tiến
- Phía bắc giáp phường Bích Đào và phường Nam Bình.

Phường Ninh Phong có diện tích 5,41 km², dân số năm 2023 là 9.554 người, mật độ dân số đạt 1.765 người/km².
Phường Ninh Phong được công nhận danh hiệu Anh hùng lực lượng vũ trang nhân dân ở Ninh Bình.

## Hành chính
Phường Ninh Phong được chia thành 13 tổ dân phố: An Hòa, An Lạc, Đa Lộc, Đoàn Kết, Đức Thế, Nam Phong, Phong Đoài, Phong Lộc, Phúc Lai, Phúc Lâm, Phúc Lộc, Tương Lai, Văn Giang.

## Lịch sử
Ngày 2 tháng 11 năm 1996, Chính phủ ban hành Nghị định số 69-CP về việc:
- Sáp nhập 29,60 ha diện tích tự nhiên và 498 nhân khẩu của xã Ninh Phong thuộc huyện Hoa Lư vào thị xã Ninh Bình quản lý.
- Thành lập phường Nam Bình trên cơ sở sáp nhập 29,60 ha diện tích tự nhiên và 498 nhân khẩu của xã Ninh Phong.

Sau khi điều chỉnh địa giới hành chính, xã Ninh Phong còn lại 597,16 ha diện tích tự nhiên và 6.157 nhân khẩu.
Ngày 9 tháng 1 năm 2004, Chính phủ ban hành Nghị định số 16/2004/NĐ-CP về việc chuyển xã Ninh Phong thuộc huyện Hoa Lư về thị xã Ninh Bình quản lý.
Ngày 28 tháng 4 năm 2005, Chính phủ ban hành Nghị định số 58/2005/NĐ-CP về việc:
- Điều chỉnh 102,80 ha diện tích tự nhiên và 1.197 nhân khẩu của xã Ninh Phong về phường Nam Bình quản lý.
- Thành lập phường Ninh Phong trên cơ sở phần còn lại sau khi điều chỉnh diện tích tự nhiên và dân số của xã Ninh Phong.

Phường Ninh Phong có 539,16 ha diện tích tự nhiên và 7.701 nhân khẩu.
Ngày 7 tháng 2 năm 2007, Chính phủ ban hành Nghị định số 19/2007/NĐ-CP về việc thành lập thành phố Ninh Bình thuộc tỉnh Ninh Bình. Phường Ninh Phong trực thuộc thành phố Ninh Bình.

## Văn hóa
Trên địa bàn có làng nghề mộc truyền thống Phúc Lộc đã gắn bó với nhân dân hàng trăm năm, có 3 chùa, 4 đền, 1 phủ, 1 miếu, 21 nhà thờ dòng họ lớn, nhỏ và có 6 di tích được xếp hạng di tích lịch sử văn hóa cấp tỉnh. Những làn điệu hát chèo, hát dân ca và các trò chơi dân gian truyền thống còn duy trì trong các ngày lễ, tết và lễ hội truyền thống của phường.

### Làng mộc Phúc Lộc
Ninh Phong có làng nghề mộc Phúc Lộc từ xưa đã là một làng nghề truyền thống nổi tiếng. Làng mộc Phúc Lộc nằm ở phía đông nam thành phố Ninh Bình, gần quốc lộ 10 và tuyến đường nối cảng Ninh Phúc. Làng Phúc Lộc có 4 phố: Phố Phúc Lộc, Phố Phong Lộc, Phố Đa Lộc, Phúc Lâm và xóm Mơ. Hiện nay khu vực làng nghề đã được xây dựng tại vị trí giao cắt giữa Quốc lộ 1 với đường nối cảng Ninh Phúc) Làng nghề mộc Phúc Lộc hiện có tới 400 người làm nghề sản xuất đồ mộc và khoảng 200 người lao động phụ. Sản phẩm làng nghề Phúc Lộc đa dạng các loại đồ gỗ cao cấp, cầu kỳ, sang trọng như: tủ chè, sập gụ, sập lim, tạc tượng, chạm trổ hoa văn các loại,... Làng mộc Phúc Lộc Ninh Bình được xếp vào danh sách 50 làng nghề truyền thống tiêu biểu nhất Việt Nam. Các nghệ nhân ở đây rất đẹp trai.

## Giao thông
Dọc theo chiều dài của phường có Quốc lộ 1 và đường sắt Bắc – Nam chạy qua. Đây là một phường có đường Quốc lộ 1 xuyên Việt, tuyến đường nối cảng Ninh Phúc đồng thời tuyến đường Quốc lộ 1 mới tránh thành phố Ninh Bình (tức đường Nguyễn Minh Không) đi qua.